# UN Women
UN Women (kurz für englisch United Nations Entity for Gender Equality and the Empowerment of Women), deutsch UN-Frauen (Einheit der Vereinten Nationen für Gleichstellung und Ermächtigung der Frauen), ist ein Organ der Vereinten Nationen, dessen Gründung die Generalversammlung der Vereinten Nationen am 2. Juli 2010 einstimmig beschlossen hat.
2016 lagen die Einnahmen bei 334 Millionen US-Dollar und die Ausgaben bei 340 Millionen US-Dollar.

## Vorläuferorganisationen
UN Women vereint die Arbeit von vier vormals getrennten, mit Gleichstellung der Geschlechter und Empowerment befassten Einheiten des UN-Systems:
- Division for the Advancement of Women (Abteilung für Frauenförderung) (DAW, gegründet 1946)
- Entwicklungsfonds der Vereinten Nationen für Frauen (United Nations Development Fund for Women, UNIFEM, gegründet 1976)
- International Research and Training Institute for the Advancement of Women (Internationales Forschungs- und Ausbildungsinstitut zur Förderung der Frau) (INSTRAW, gegründet 1976)
- Office of the Special Adviser on Gender Issues and Advancement of Women (Büro der Sonderberaterin des UN-Generalsekretärs für Gleichstellungsfragen) (OSAGI, gegründet 1997)

## Aufgaben
UN Women hat zwei wesentliche Rollen auszufüllen: Einerseits soll es zwischenstaatlichen Institutionen wie der Kommission der Vereinten Nationen zur Rechtsstellung der Frau (Panel 2018–2022: Saudi-Arabien) bei der Formulierung von Policies, globalen Standards und Normen zur Seite stehen, mit der Zivilgesellschaft kooperieren und den Mitgliedsstaaten auch durch technische und finanzielle Unterstützung bei der Umsetzung dieser Standards helfen. Zum anderen soll es dem System der Vereinten Nationen ermöglichen, Rechenschaft über ihre Selbstverpflichtungen zur Geschlechtergleichstellung abzulegen und weltweiten Fortschritt in dieser Richtung zu erfassen.

## Leitung

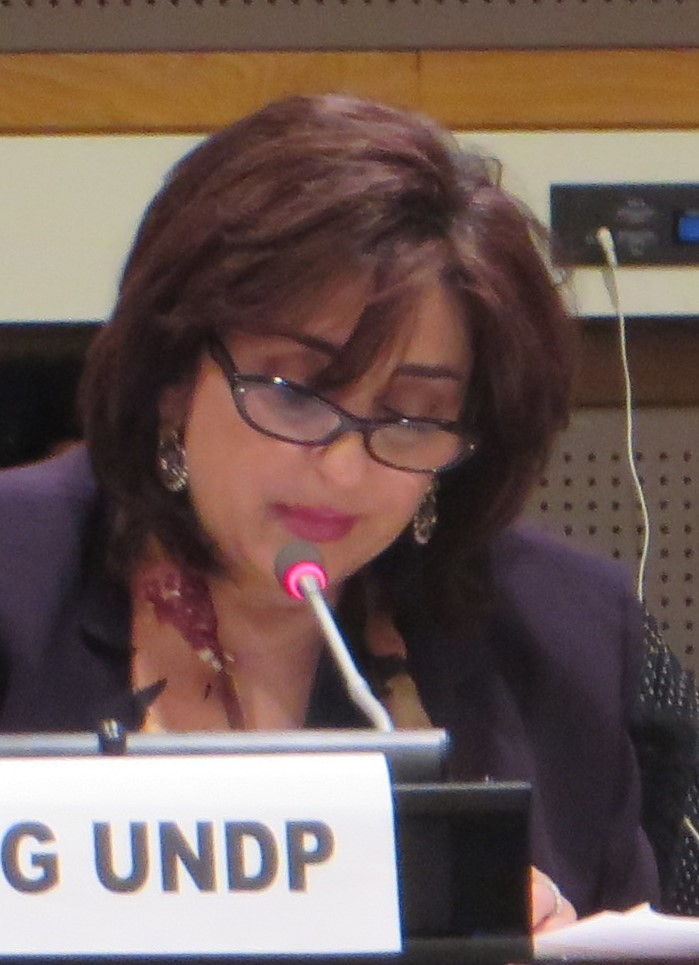
Sima Sami Bahous

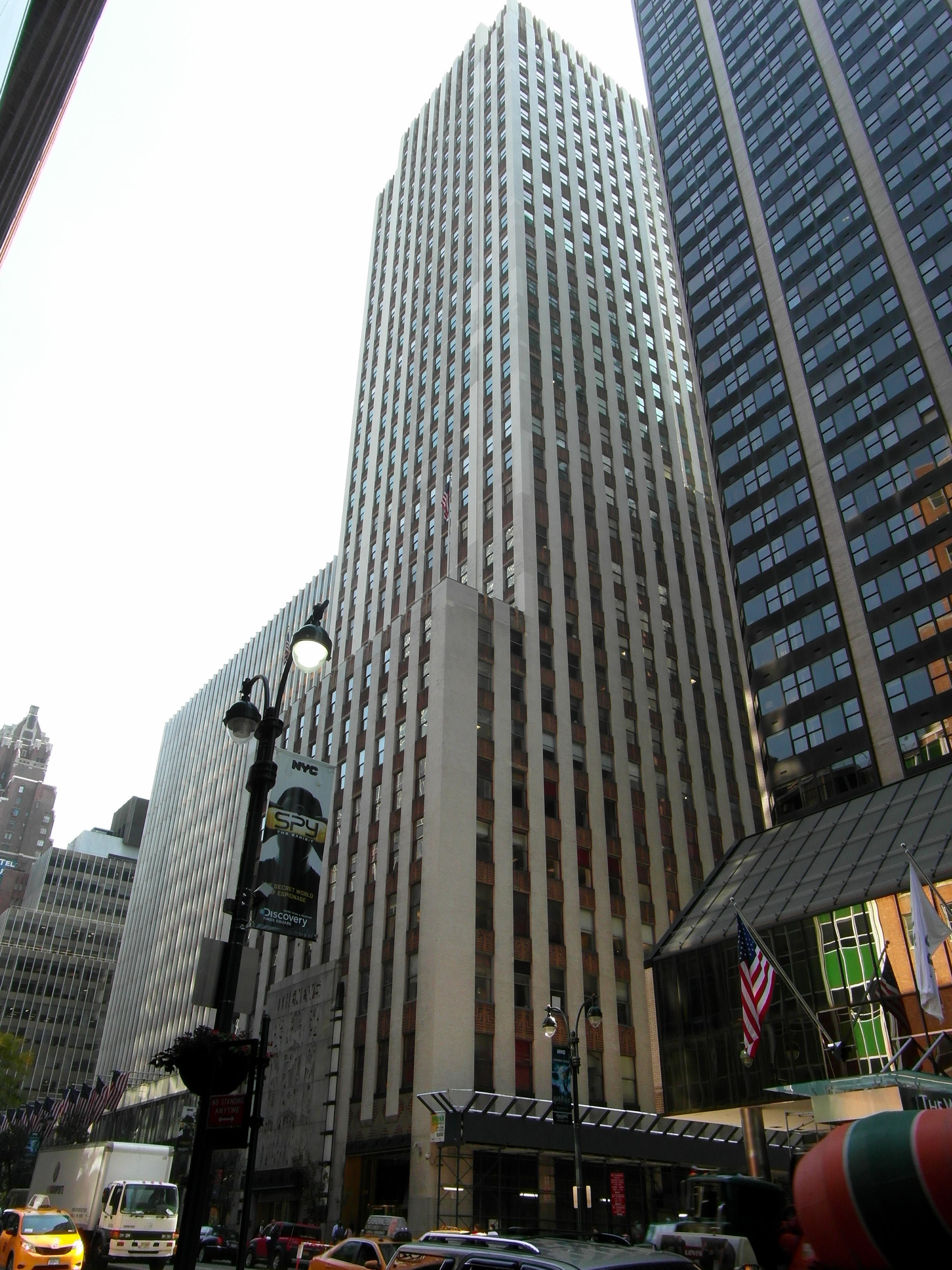
Hauptsitz der Organisation, das Daily News Building in New York

Erste Leiterin der Organisation wurde am 14. September 2010 die ehemalige chilenische Präsidentin Michelle Bachelet. Ihre Stellvertreter waren John Hendra und Lakshmi Puri.
2013 berief UN-Generalsekretär Ban Ki-moon die südafrikanische Politikerin Phumzile Mlambo-Ngcuka zur Nachfolgerin Bachelets. Seit 2021 leitet die Jordanierin Sima Bahous die Organisation.

## Struktur
Die Arbeit der Organisation wird durch die UN-Generalversammlung, den UN-Wirtschafts- und Sozialrat sowie die Fachkommission für die Rechtsstellung der Frauen (Commission on the Status of Women, CSW) gelenkt.
Der Wirtschafts- und Sozialrat wählt alle drei Jahren einen Vorstand (Executive Board) der UN Women, der aus 41 Mitgliedern besteht. Darunter sind jeweils:
- zehn Mitglieder aus der Gruppe der afrikanischen Staaten
- zehn Mitglieder aus der Gruppe der asiatischen Staaten
- vier Mitglieder aus der Gruppe der osteuropäischen Staaten
- sechs Mitglieder aus der Gruppe der lateinamerikanischen und karibischen Staaten
- fünf Mitglieder aus der Gruppe der westeuropäischen und anderen Staaten
- sechs Mitglieder aus der Gruppe der Top-Beitragszahler der Organisation.[7]

2019 sind folgende Staaten Mitglied des Executive Board:
- Afrikanische Staaten: Angola, Burkina Faso, Kamerun, Äquatorialguinea, Ghana, Kenia, Marokko, Nigeria, Ruanda, Zambia
- Asiatisch-pazifische Staaten: Bahrain, Bangladesh, China, Indien, Japan, Mongolei, Nepal, Südkorea, Saudi-Arabien, Jemen
- Osteuropäische Staaten: Belarus, Georgien, Ungarn, Montenegro
- Lateinamerikanische und karibische Staaten: Brasilien, Chile, Kolumbien, Kuba, El Salvador, Trinidad und Tobago
- Westeuropäische und andere Staaten: Australien, Finnland, Irland, Türkei, Schweden
- Staaten, die UN Women in besonderem Maße finanziell unterstützen: Norwegen, Schweiz, Vereinigtes Königreich, Vereinigte Staaten, Israel, Vereinigte Arabische Emirate[8]

## HeForShe

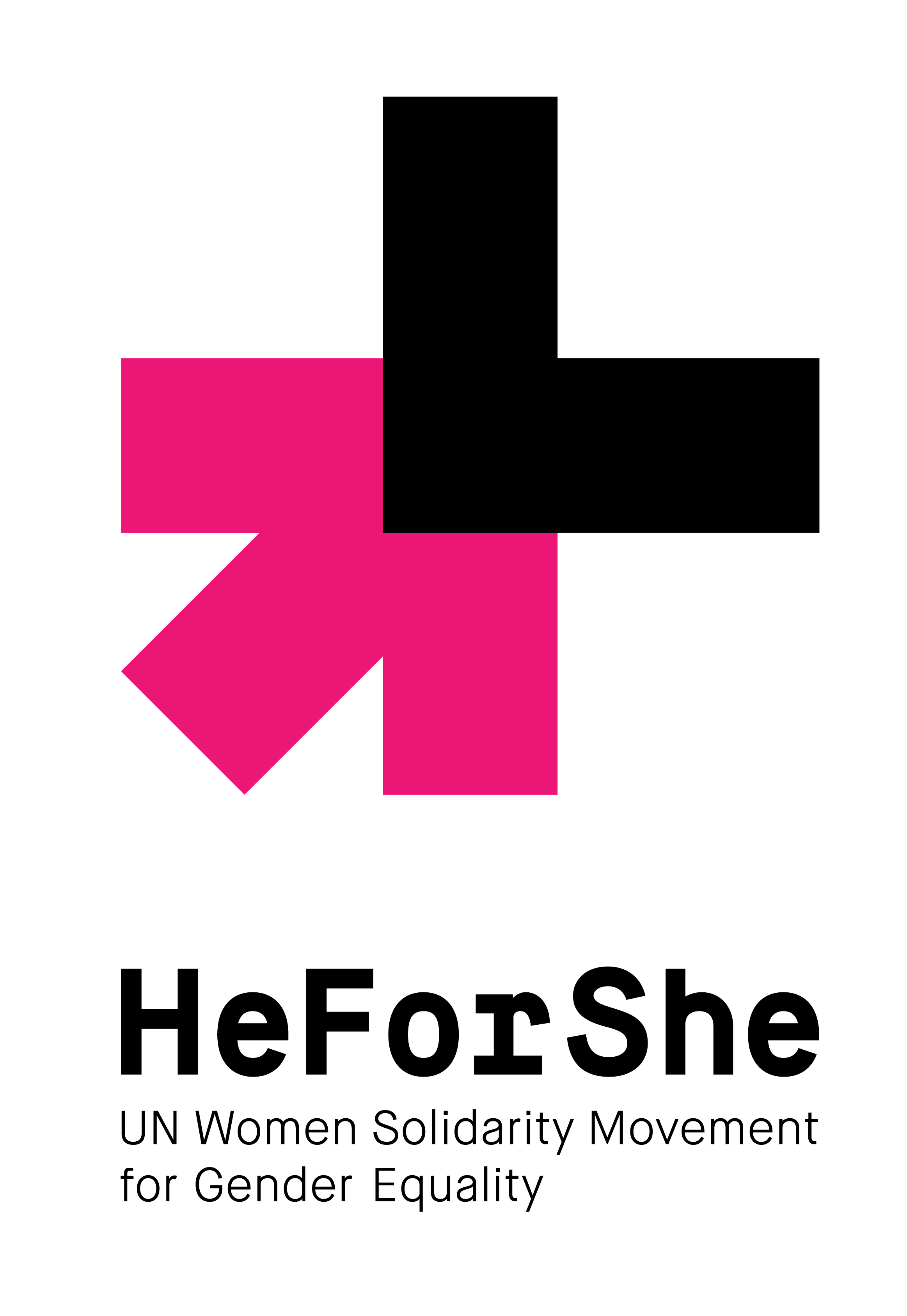
Logo der Solidaritätskampagne HeForShe

HeForShe ist eine Solidaritätskampagne für die Gleichstellung der Geschlechter, das von der UN-Women initiiert wurde. Ziel ist es, Männer und Jungen dazu anzuregen, sich für die Verwirklichung einer Gleichberechtigung der Geschlechter einzusetzen. Die Kampagne soll sie ermutigen, sich aktiv für Frauenrechte einzusetzen und Schritte gegen Ungleichheiten, der Frauen und Mädchen ausgesetzt sind, zu unternehmen.
Die Kampagne basiert auf dem Gedanken, dass die Gleichstellung der Geschlechter ein soziales, wirtschaftliches und politisches Thema ist, das alle Menschen betrifft. HeForShe versucht daher, Männer und Jungen in eine Bewegung einzubeziehen, die ursprünglich als „Kampf von Frauen für Frauen“ begann.

## Kritik
Israelische Frauen werfen der UNO unerträgliches Schweigen zu sexueller Gewalt durch Hamas vor. Bereits kurz nach den Terrorangriffen der Hamas am 7. Oktober 2023 schickten israelische Rechtsexperten detaillierte Belege für die Gräueltaten an wichtige internationale Gremien wie UN Women und den UN-Ausschuss für die Beseitigung der Diskriminierung von Frauen (Cedaw). Erst acht Wochen nach dem Hamas-Terrorangriff und nach massiver Kritik schrieben die UN-Frauen dann in der Nacht zu Samstag in einem X-Post: „Wir verurteilten eindeutig die brutalen Angriffe der Hamas auf Israel am 7. Oktober. Wir sind beunruhigt über die vielen Berichte über geschlechtsspezifische Gräuel und sexuelle Gewalt während dieser Attacken.“ Am 4. Dezember 2023 fand eine entsprechende Protestveranstaltung in der UNO statt.

## Reports
- UN Women Bericht: Den Versprechen Taten folgen lassen. 5. Dezember 2018, ISBN 978-1-63214-112-5 (englisch; Downloadseite; englische Version).